# Discestra dentigera
Discestra dentigera là một loài bướm đêm trong họ Noctuidae.